# Vie (album)
Pour les articles homonymes, voir Vie (homonymie).
Albums de Johnny Hallyday
Rivière… ouvre ton lit
(1969) Flagrant Délit
(1971)
Singles
1. Jésus Christ - On me recherche
Sortie : 29 avril 1970
2. Deux amis pour un amour - Rendez-moi le soleil
Sortie : 18 septembre 1970
3. Essayez - C'est écrit sur les murs
Sortie : 5 janvier 1971

Vie est le 13e album studio de Johnny Hallyday. Il sort le 6 novembre 1970. 
Enregistré aux studios Polydor 2 et au Studio des Dames à Paris, l'album est réalisé par Lee Hallyday.

## Historique
Vie marque la rencontre discographique entre Johnny Hallyday et le journaliste écrivain et cinéaste Philippe Labro. Opus à part dans la carrière du chanteur, ici son chant, sous la plume de Labro se veut plus engagé, les thèmes abordés évoquent des problèmes contemporains : tour à tour politique, contestataire, écologiste, (avant que cela ne devienne une force et un argument politique). Vie chante son époque et le plus souvent le malaise qui l'accompagne. Paradoxe, Johnny Hallyday, qui artistiquement avait totalement ignoré Mai 68, semble ici se rattraper et renouer avec sa génération en embrassant ses luttes et idéaux. Vie est aussi un album éminemment littéraire, pour lequel l'écrivain Jacques Lanzmann, parolier attitré de Jacques Dutronc, joint sa verve à celle de Labro.
À l'heure où la guerre du Viêt Nam bat son plein et fait la quasi-unanimité contre elle, on chante la paix et la fraternité (Essayez), on prend fait et cause pour une génération qui s'engage, conteste et revendique plus de justice, de solidarité, moins de sang et d'indifférence (C'est écrit sur les murs), on évoque une terre souillée par les hommes (La Pollution), quand dans un futur proche, elle n'est pas carrément détruite par de gros champignons radioactifs (Poème sur la 7e). On clame sur tous les tons la folie destructrice des hommes et leur fuite en avant (Le monde entier va sauter) et on va même jusqu'à faire le lien entre les hippies d'aujourd'hui et le Messie des chrétiens ; sublime provocation pour les uns, ultime outrage pour les autres, Hallyday chante que « s'il existait encore aujourd'hui, Jésus-Christ serait un hippie ». L'auteur et l'interprète s'attirent les foudres de l'Église et de la censure, la chanson étant interdite d'antenne alors que plusieurs magasins retirent le 45 tours de leurs rayons. 
Le disque Vie est d'une rare noirceur, un climat servi par un rock énergique voire violent, exception faite de cette incursion dans la musique classique extrait de la Symphonie no 7 sur le texte de Philippe Labro ainsi nommé Poème sur la 7e.
Dans cette noirceur, il y a pourtant encore une place pour l'amour : Lire dans tes yeux, Dans ton univers, chansons à l'unisson dont l'une semble la continuité de l'autre. Nostalgique, on se souvient de La fille aux cheveux clairs, souvenir autobiographique d'un voyage aux États-Unis de Labro. 
Mais comme (décidément), la noirceur s'impose à l'album, la trahison l'emporte sur l'amour et détruit jusqu'à l'amitié (Deux amis pour un amour).

## Autour de l'album
L'album Vie est la 16e réalisation de Lee Hallyday pour Johnny.
Référence originale : Philips 6397018
Seconde édition : Philips 9 101 042
Référence CD (édition 2000) : Mercury Universal 546 956 - 2
La photo qui illustre le recto de la pochette (présentant un Johnny Hallyday moustachu sur fond noir), est extraite du film de Robert Hossein Point de chute. 
Il a été extrait de l'album les 45 tours suivants :
- 29 avril 1970 : 45 tours Philips 6009042 Jésus Christ - On me recherche (Philippe Labro - Eddie Vartan)
- 18 septembre 1970 : 45 tours Philips 6009089 Deux amis pour un amour - Rendez moi le soleil
- 5 janvier 1971 : 45 tours Philips 6009122 Essayez - C'est écrit sur les murs

Bien que la ballade La fille aux cheveux clairs n'ait pas connu de diffusion en 45 tours, elle a été prisée du public et s'est imposée à la scène.
Réédition 2022 :
Le 28 janvier 2022, 52 ans après sa sortie, l'album est réédité sous différents formats notamment (source pour l'ensemble des informations ci-dessous) :
- Coffret 4 CD Europe 1 - Panthéon - Mercury Universal 5394599
- Coffret 3 LP, 4 CD, 1 DVD Europe 1 - Panthéon - Mercury Universal 5394559

Outre une version remixée de l'album, cette réédition propose notamment :
Les versions alternatives des titres : La pollution (5'39), Dans ton univers (4'20), Poème sur la 7ème (prise de voix différente, 2'38), La fille aux cheveux clairs (prise de voix différente, 3'14), Le monde entier va sauter (7'22).
Le titre inédit Le Spécialiste (enregistré dans deux versions différentes 2'54 et 3'40 en version acoustique), écrit par Georges Aber sur le thème musicale du film de Sergio Corbucci Le Spécialiste composé par Angelo Francesco Lavagnino et le concert inédit Live Cambrai 4 sept. 1970.

## Titres
| 1.  | Essayez                     | Philippe Labro   | Mick Jones, Tommy Brown         | 4:24 |
| 2.  | Lire dans tes yeux          | Jacques Lanzmann | Mick Jones, Tommy Brown         | 3:11 |
| 3.  | La Pollution                | Jacques Lanzmann | Mick Jones, Tommy Brown         | 5:00 |
| 4.  | Rendez-moi le soleil        | Ezra Bouskela    | Mick Jones, Tommy Brown         | 3:04 |
| 5.  | Dans ton univers            | Ezra Bouskela    | Mick Jones, Tommy Brown         | 4:07 |
| 6.  | C'est écrit sur les murs    | Philippe Labro   | Mick Jones, Tommy Brown         | 3:40 |
| 7.  | Poème sur la 7e             | Philippe Labro   | Ludwig van Beethoven            | 2:25 |
| 8.  | La Fille aux cheveux clairs | Philippe Labro   | Eddie Vartan                    | 3:11 |
| 9.  | Le monde entier va sauter   | Ezra Bouskela    | Jean-Pierre Festi, Yvon Ouazana | 3:09 |
| 10. | Deux amis pour un amour     | Roger Dumas      | Jean-Jacques Debout             | 3:33 |
| 11. | Jésus Christ                | Philippe Labro   | Eddie Vartan                    | 3:10 |

## Musiciens
Orchestre The New Blackburds
- Guitare : Mick Jones - Jean-Pierre Azoulay
- Basse : Archibald Leggett
- Batterie : Tommy Brown
- Orgue : Jean-Marc Deuterre
- Trompette : Guy Marco
- Trombone : Jacques Ploquin, Pierre Goasquen
- Flûte et saxophone : René Maurizur

Grand orchestre sous la direction de Jean-Claude Vannier
Arrangements : Raymond Donnez
Ingénieur du son : Paul Houdebine, Dominique Poncet, Guy Salmon

## Classements hebdomadaires
| Classement (2000) | Meilleure position |
| ----------------- | ------------------ |
| France (SNEP)     | 42                 |